# Matrice (incisione)

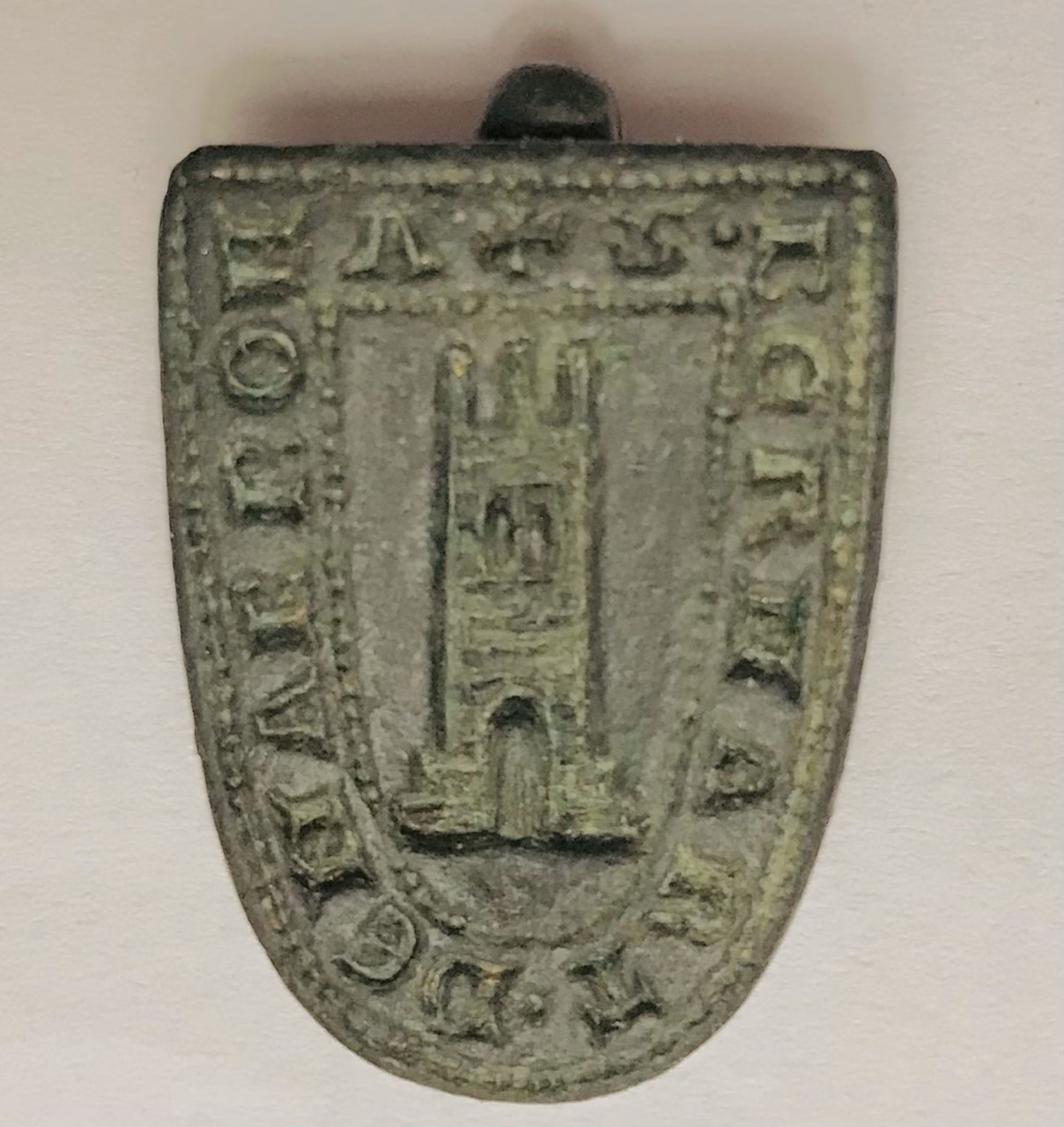
Matrice in bronzo con inciso (in negativo) il sigillo del trovatore Bernart de Narbona (XIII sec.)

La matrice è uno strumento utilizzato per la riproduzione seriale di oggetti, mediante varie tecniche e lavorazioni, sulla base di un originale precedentemente inciso (solitamente in negativo così che il prodotto finale ne sia la riproduzione in positivo). L'etimologia della parola matrice dovrebbe essere dal latino matrix, -icis (genitrice, femmina, utero, origine) o mater, -tris (madre, fonte).
L'utilizzo di matrici per la produzione di manufatti ha origini antichissime, risalenti sino alla Preistoria, e continua a essere altamente in voga ancora oggi. I materiali utilizzati per le matrici sono per lo più duri, così da assicurarne una vita più lunga (e dunque più utilizzi) e, in certi casi, refrattari così da poter resistere anche ad alte temperature (ad esempio per la colatura di metallo fuso o di massa vetrosa liquida).
Esistono più tipologie di matrici, a seconda di quale sia l'oggetto da riprodurre, la tecnica utilizzata e il grado di dettaglio da raggiungere. Per quanto riguarda le matrici da fusione, ad esempio, esistono: matrici monovalva (fatte da un solo componente e aperte), matrici bivalve (aventi una struttura composta da due pezzi tenuti insieme), matrici per la cera persa (un unico blocco da rompere per estrarre il manufatto finito), ecc.